# Cheseaux-sur-Lausanne
Cheseaux-sur-Lausanne é uma comuna da Suíça, situada no distrito de Lausana, no cantão de Vaud. Tem 4,60 km² de área e sua população em 2018 foi estimada em 4.342 habitantes.